# Jonathan Crombie
Jonathan Crombie (Toronto, 12 ottobre 1966 – New York, 15 aprile 2015) è stato un attore e doppiatore canadese, noto per aver interpretato Glibert Blythe nel telefilm Anna dai capelli rossi, del 1985.

## Biografia

### Infanzia e formazione
Crombie è nato il 12 ottobre 1966 a Toronto, in Ontario, figlio di Shirley Anne (Bowden) e David Crombie , sindaco di Toronto dal 1972 al 1978 e ministro del governo federale canadese negli anni '80.  Crombie ha frequentato il Lawrence Park Collegiate Institute , dove è stato avvistato dall'agente di casting Diane Polley mentre si esibiva in una produzione di The Wizard of Oz .

### Carriera televisiva
Crombie non aveva precedenti esperienze di recitazione e ha usato una foto che ha scattato in un chiosco presso Union Station quando ha fatto l'audizione per il ruolo di Gilbert Blythe nella miniserie televisiva Anne di Green Gables (1985).  Ha ripreso il ruolo nel film TV del 1987 Anne of Avonlea , nel film TV 2000 Anne of Green Gables: The Continuing Story e in un episodio di Road to Avonlea nel 1992. Il suo ruolo era così popolare che ha risposto al soprannome " Gil".
Crombie era anche un comico e nel 1998 si è esibito nella serie TV canadese Comedy Now! come parte di un gruppo comico di sketch.  altri suoi crediti televisivi includevano un'apparizione come ospite in un episodio della serie televisiva 21 di Vancouver, Jump Street del 1991, doppiando il personaggio della serie animata The Secret World of Benjamin Bear (2004–2010) e apparendo nel seconda stagione di Slings & Arrows (2005), nel ruolo del drammaturgo Lionel Train.  Nel 2015 ha avuto un ruolo da ospite in The Good Wife and Haven .
Nel 2014, Crombie e John Mitchell hanno scritto, prodotto e diretto un documentario intitolato Waiting for Ishtar sul film Ishtar del 1987 .  Il documentario è stato finanziato da una campagna di crowdfunding Indiegogo . È stato presentato in anteprima al Cinecycle di Toronto il 14 dicembre 2017. Era dedicato alla memoria di Jonathan Crombie.

### Carriera teatrale
Crombie è apparso sul palco in The Dishwashers di Morris Panych (Tarragon Theatre, 2005) e The Oxford Roof Climbers Rebellion di Stephen Massicotte (Tarragon Theatre / Great Canadian Stage Company, 2006). Ha trascorso quattro stagioni allo Stratford Shakespeare Festival dell'Ontario apparendo ne La commedia degli errori, Amleto, Come vi piace, Addomesticare il toporagno e nel ruolo di Romeo in Romeo e Giulietta di Diana Leblanc . È stato candidato per un Dora Mavor Moore Award per il suo ruolo nella produzione teatrale di Tom Stoppard del 1997 da parte della Canadian Stage Company Arcadia.
Crombie ha debuttato a Broadway nel musical canadese The Drowsy Chaperone nel ruolo di "Man in Chair", da marzo ad aprile 2007.  È tornato in produzione a partire dal 21 agosto, e ha interpretato il ruolo durante il tour dello spettacolo attraverso gli Stati Uniti Stati.
Nel 2013, Crombie si è esibito a Centerstage , Baltimora , a Clybourne Park e Benetha's Place for the Rasin Cycle in primo piano su PBS .  La sua ultima apparizione sul palco ha recitato in due ruoli nel premiere mondiale di Benediction della Denver Center for the Performing Arts Theater Company , basato sul romanzo di Kent Haruf .

### La morte improvvisa
Il 18 aprile 2015 la sua famiglia annunciò che Crombie era morto improvvisamente tre giorni prima a New York, a causa di un'emorragia cerebrale. I suoi organi furono donati.

### Sessualità
Dopo la morte la sorella affermò che Crombie era omosessuale e che lo aveva dichiarato alla famiglia dopo i quarant'anni.

## Filmografia
| 1982      | Classe del 1984                            | Extra nella scena dell'auditorium finale |                                                                     |
| 1985      | Anne of Green Gables                       | Gilbert Blythe                           | Film TV                                                             |
| 1986      | The Campbells                              | Kevin Sims                               | Episodio: "The Face of a Stranger"                                  |
| 1986      | La morte non sa leggere (The Housekeeper)  | Bobby Coversdale                         |                                                                     |
| 1986      | Bullies                                    | Matt Morris                              |                                                                     |
| 1987      | Speciale CBS Schoolbreak                   | Barney Roth                              | Episodio: "Il giorno in cui arrivarono per arrestare il libro"      |
| 1987      | Anne of Avonlea                            | Gilbert Blythe                           | Film TV                                                             |
| 1988      | Mount Royal                                | Rob Valeur                               | 16 episodi                                                          |
| 1988      | Alfred Hitchcock Presents                  | Rick Garrison                            | Episodio: "Fogbound"                                                |
| 1989      | La gioielleria                             | Christopher                              |                                                                     |
| 1989      | Il picnic di Teddy Bears                   | Benjamin Bear (voice)                    | Film TV                                                             |
| 1989      | L'autostoppista                            | Kenny                                    | Episodio: "Allenatore"                                              |
| 1991      | 21 Jump Street                             | Bill Howard                              | Episodio: "L'educazione di Terry Carver"                            |
| 1992      | Road to Avonlea                            | Gilbert Blythe                           | Episodio: "Old Friends, Old Wounds"                                 |
| 1992      | Cafe Romeo                                 | Bennie                                   |                                                                     |
| 1992      | Il Natale degli orsacchiotti               | Benjamin Bear (voice)                    | Film TV                                                             |
| 1992      | The Good Fight                             | Sam Cragin                               | Film TV                                                             |
| 1993      | Matrice                                    | Cumberland                               | Episodio: "Conviction of His Courage"                               |
| 1993      | Classe del '96                             | Sam Clive                                | Episodio: "Sparano cestini, no?"                                    |
| 1997      | Commedia ora!                              | vario                                    | Episodio: "Skippy's Rangers - Lo spettacolo che non hanno mai dato" |
| 1998      | The Waiting Game                           | opaco                                    | Film TV                                                             |
| 1998      | SketchCom                                  | vario                                    | serie TV                                                            |
| 1998      | Lo spavento degli orsacchiotti             | Benjamin Bear (voice)                    | Film TV                                                             |
| 1999-2000 | Power Play                                 | Hudson James                             | 5 episodi                                                           |
| 2000      | Anne of Green Gables: The Continuing Story | Gilbert Blythe                           | Film TV                                                             |
| 2002      | Terra: conflitto finale                    | Dr. Field                                | Episodio: " Deep Sleep "                                            |
| 2003-2006 | Il mondo segreto dell'orso Benjamin        | Benjamin Bear (voice)                    | serie TV                                                            |
| 2003      | Brache e frecce                            |                                          | Episodio: "Playing the Swan"                                        |
| 2004      | The Jane Show                              | Dave                                     | Episodio: "Pilota"                                                  |
| 2005      | Brache e frecce                            | Lionel Train                             | 3 episodi                                                           |
| 2006      | Stanza vuota (breve)                       |                                          |                                                                     |
| 2013      | Cottage Country                            | Dan Mushin                               |                                                                     |
| 2015      | La buona moglie                            | Ispettore Bill Frazier                   | Episodio: "Ave Maria"                                               |
| 2015      | porto                                      | Young Dave                               | Episodio: "Solo passando"                                           |